# La Possession
La Possession ist eine französische Gemeinde mit 36.390 Einwohnern (Stand 1. Januar 2022). Sie liegt im Übersee-Département Réunion.

## Geografie
Die Gemeinde La Possession grenzt an:
- Saint-Paul im Süden
- Saint-Denis im Norden
- Salazie im Osten und
- Le Port im Westen

Das Gemeindegebiet wird im Süden durch den Fluss Rivière des Galets begrenzt, und im Norden von der Ravine de la Grande Chaloupe.
Zum Gemeindegebiet gehört der Großteil des Talkessels Cirque de Mafate.

## Geschichte
1675 besiedelte Jean Marquet das Gebiet erstmals, nach ihm ist ein Bach benannt. 1699 erteilte Texer de Mota, ein aus Indien stammender Portugiese, Plantagenkonzessionen. Der Chemin Crémont, der erste gepflasterte Weg nach der Hauptstadt Saint-Denis, wurde 1730–1767 gebaut. 1797 wurde dem Dr Rivière eine Konzession am Rivière des Galets erteilt. 1833 wurde eine Kapelle gebaut, welche später durch eine Kirche ersetzt wurde. Das Gemeindegebiet wurde 1834 eine besondere Sektion der Gemeinde Saint-Paul (Réunion). Die erste befahrbare Straßenverbindung nach Saint-Denis, La route de la Montagne (Bergstrasse) wurde 1849–1854 gebaut. 1860 wurde das Lazarett von La Grande Chaloupe gebaut und zur Quarantänestation der Insel Réunion ernannt.
1872 wurden erste Forderungen der Bevölkerung nach der Errichtung einer eigenen Gemeinde laut, eine entsprechende Petition wurde 1881 beim Regionalrat eingereicht. 1882 begann der Bau der Küsteneisenbahnstrecke Saint-Denis–Saint-Pierre und des Seehafens von Le Port. Erste Dampfer legten 1886 im neuen Hafen von der Pointe des Galets an. Die Gemeinde La Possession wurde 1890 gegründet, vorher gehörte das Gebiet mit zur Gemeinde von Saint-Paul. 1895 wurde ein Teil des Gemeindegrunds und der Seehafen von der Pointe des Galets abgespalten, dort wurde die neue Kommune Le Port errichtet. Die vierspurige Küstenschnellstrasse nach Saint-Denis wurde 1976 eingeweiht. Im gleichen Jahr wurde die Eisenbahnlinie St. Denis – La Possession geschlossen.

## Sehenswürdigkeiten und Tourismus

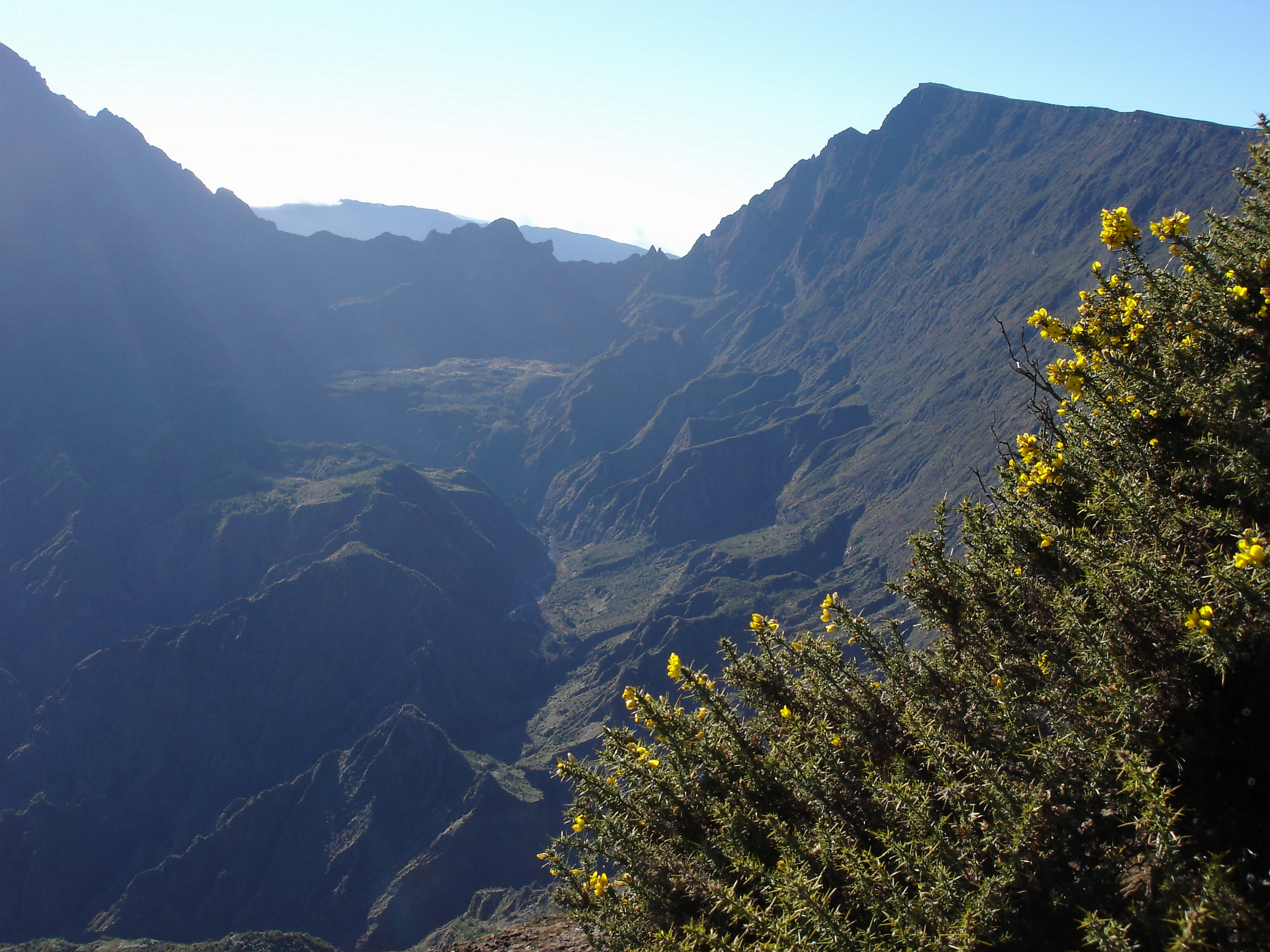
Blick den Talkessel von Mafate

Der Großteil der Gemeinde gehört zum Nationalpark Réunion, zu dessen Kern der Talkessel von Mafate gehört.
Verschiedene Wanderwege führen in dieses Tal, sie haben ihren Anfangspunkt in den Ortsteilen Dos d'Âne und 'Rivière des Galets'. Vom Aussichtspunkt Cap Noir besteht ein Blick in den Talkessel.
Ein weiterer Wanderweg, der 'Chemin Crémont', führt von La Possession über La Grande Chaloupe nach Saint-Denis.
Des Weiteren kann die ehemalige, teilweise restaurierte Quarantänestation in La Grande Chaloupe besichtigt werden.
Zwischen La Possession und La Grande Chaloupe befindet sich auch das letzte Teilstück der ehemaligen Küsteneisenbahnstrecke, welche zu bestimmten Gelegenheiten manchmal noch für Touristen fährt.
Die Strecke führt überwiegend durch einen Tunnel.

## Bevölkerung
| Einwohner                                                  | 7 626 | 10 112 | 11 002 | 15 614 | 21 904 | 26 242 | 30 167 |
| Ab 1962 offizielle Zahlen ohne Einwohner mit Zweitwohnsitz |       |        |        |        |        |        |        |

## Bildung
Es gibt drei Mittelstufenschulen (Collège) und ein Gymnasium (Lycée):
- Collège Jean Albany, mit 1130 Schülern im Jahr 2005
- Collège Texeira da Motta
- Collège Raymond Vergès, mit 740 Schülern im Jahr 2005
- Lycée Moulin Joli, mit 1060 Schülern im Jahr 2006

## Fotos

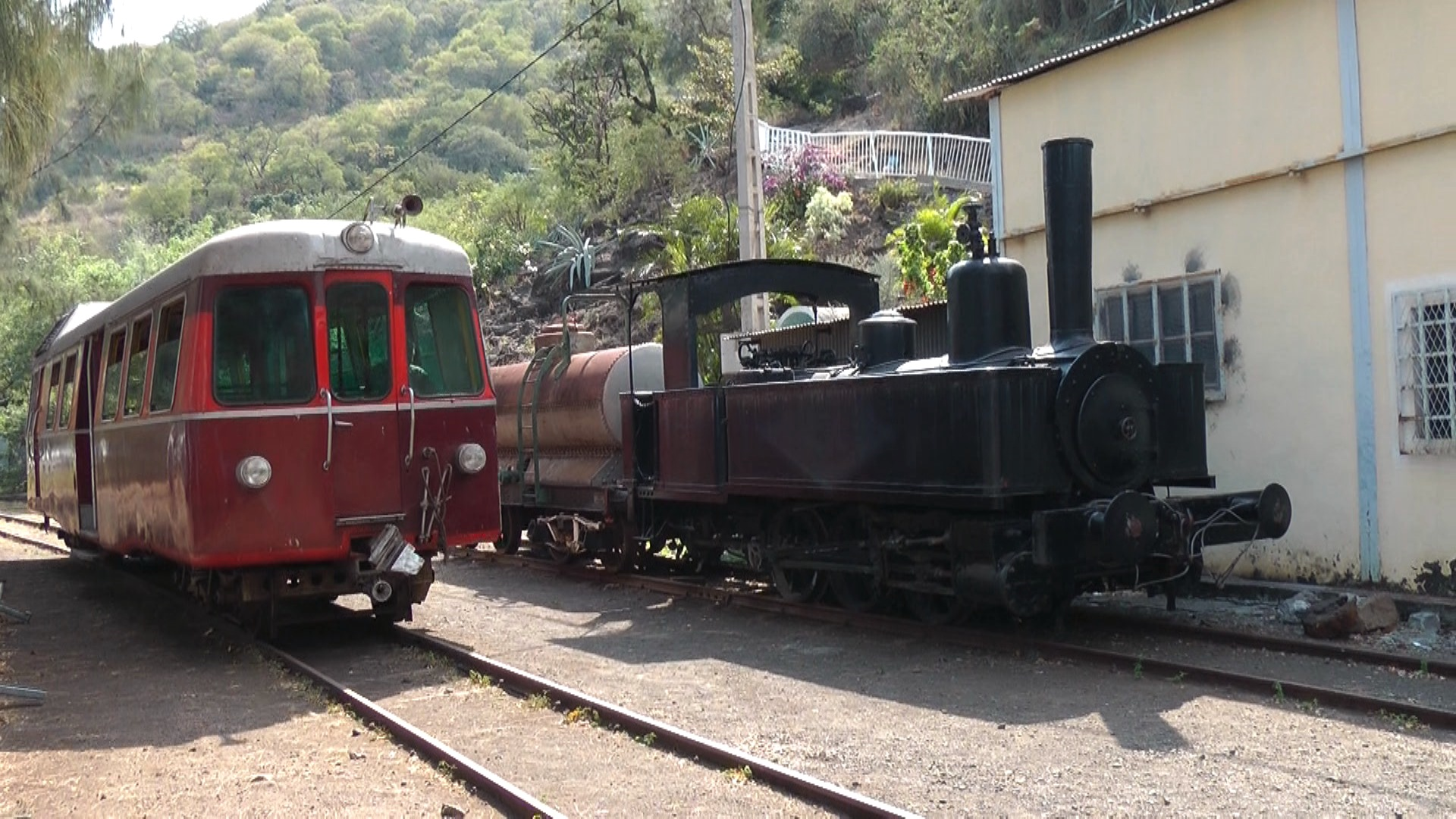
Dampflok und Schienenbus im Bahnhof von Grande Chaloupe
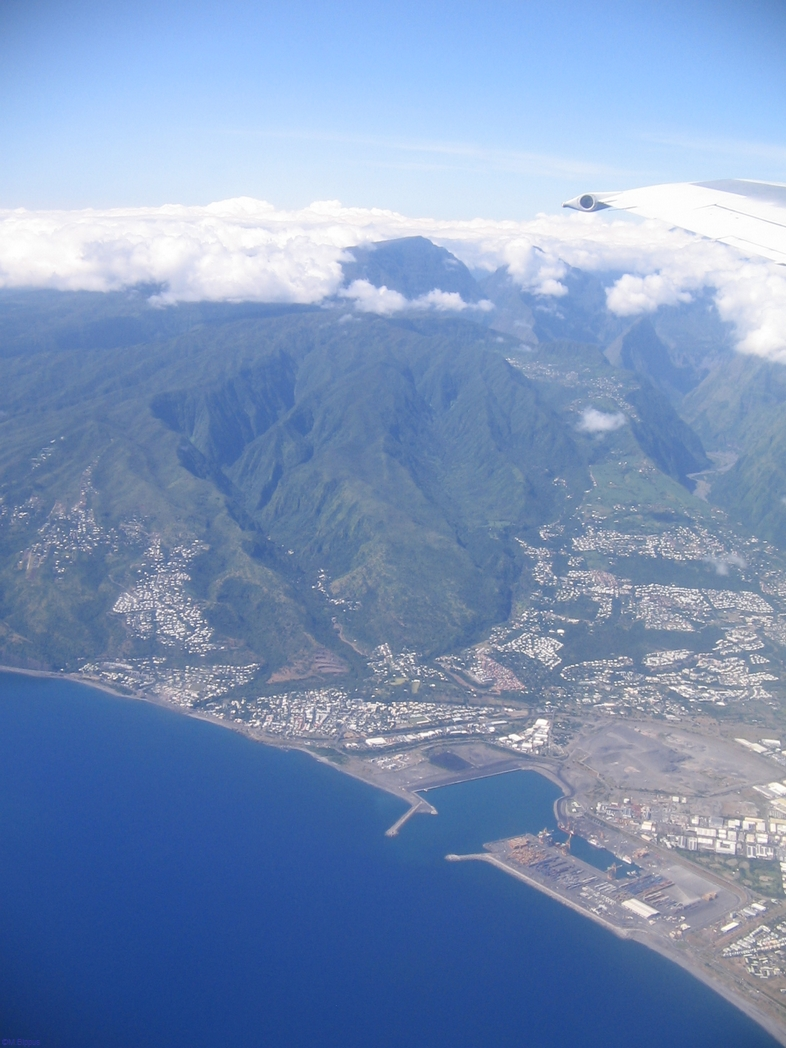
La Possession und der Hafen von Réunion
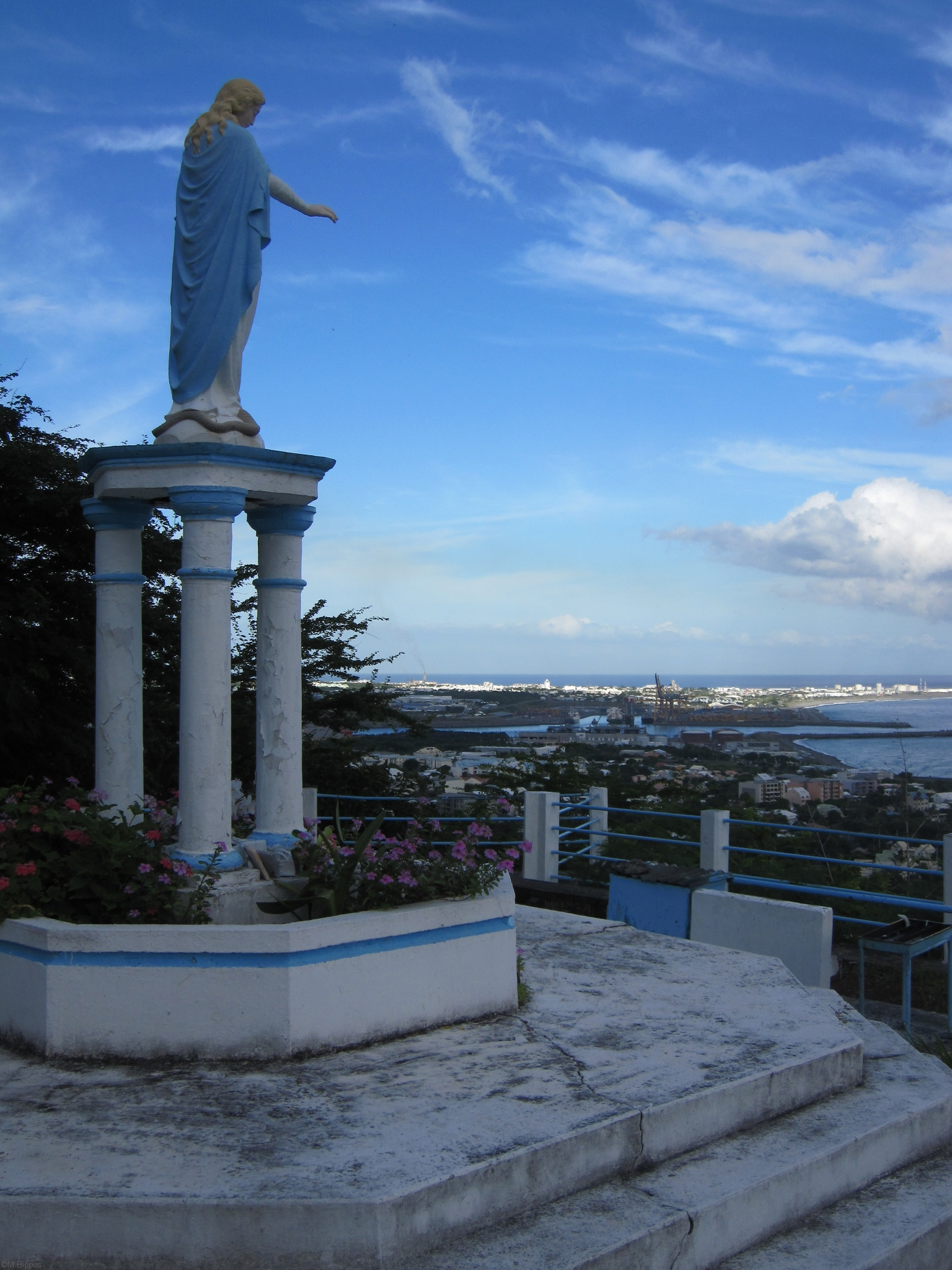
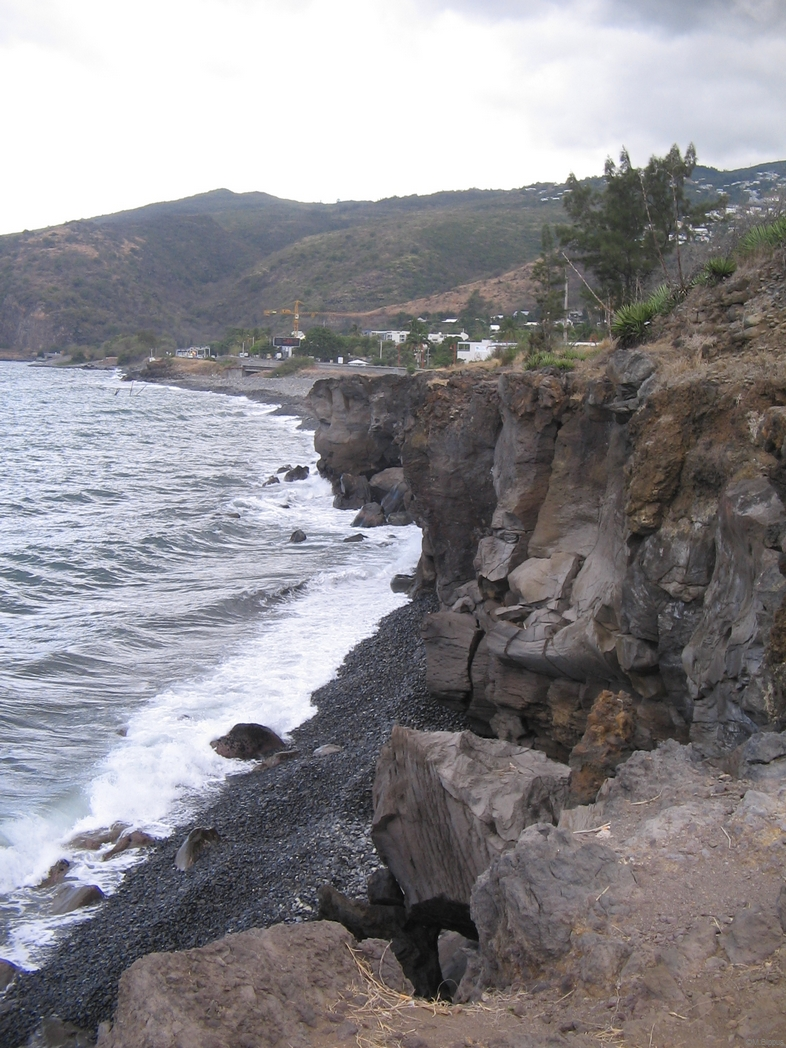
Küste
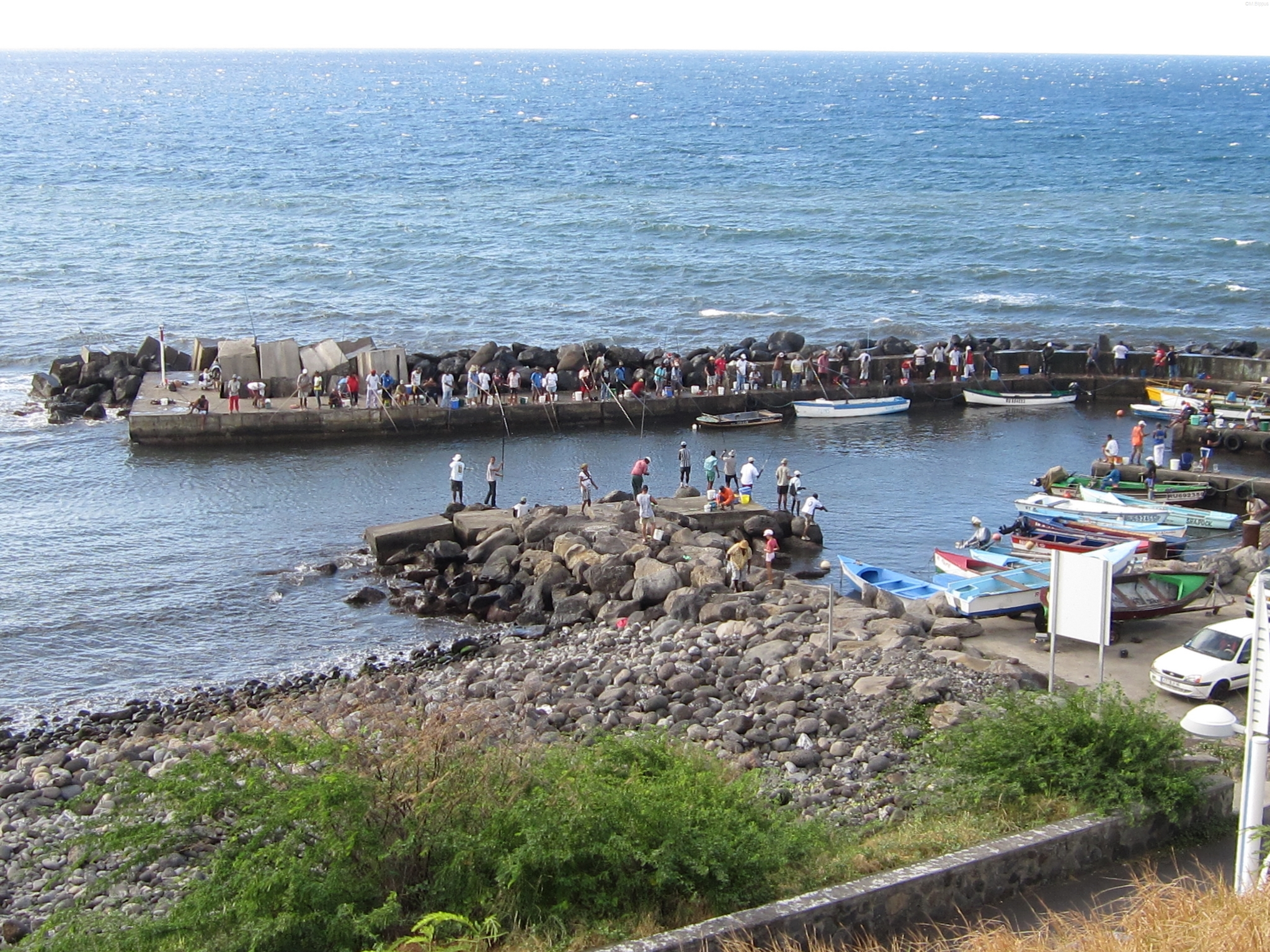
Es wird geangelt
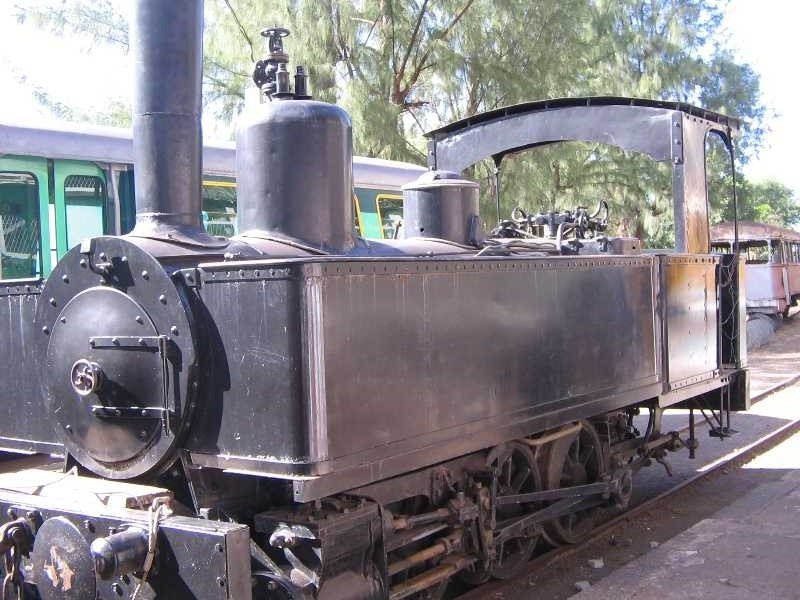
Lokomotive Schneider von 1878 in La Grande Chaloupe
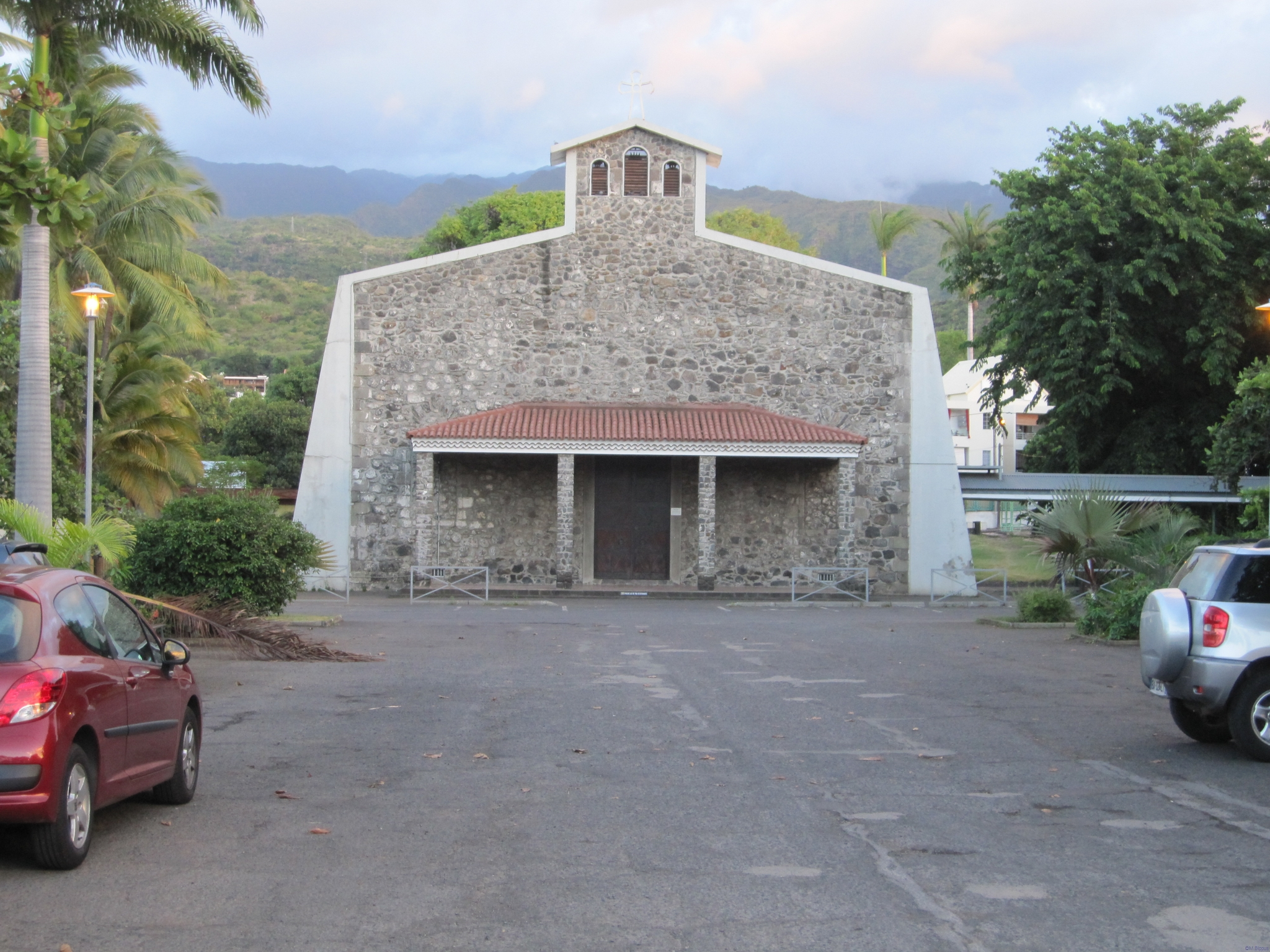
Kirche
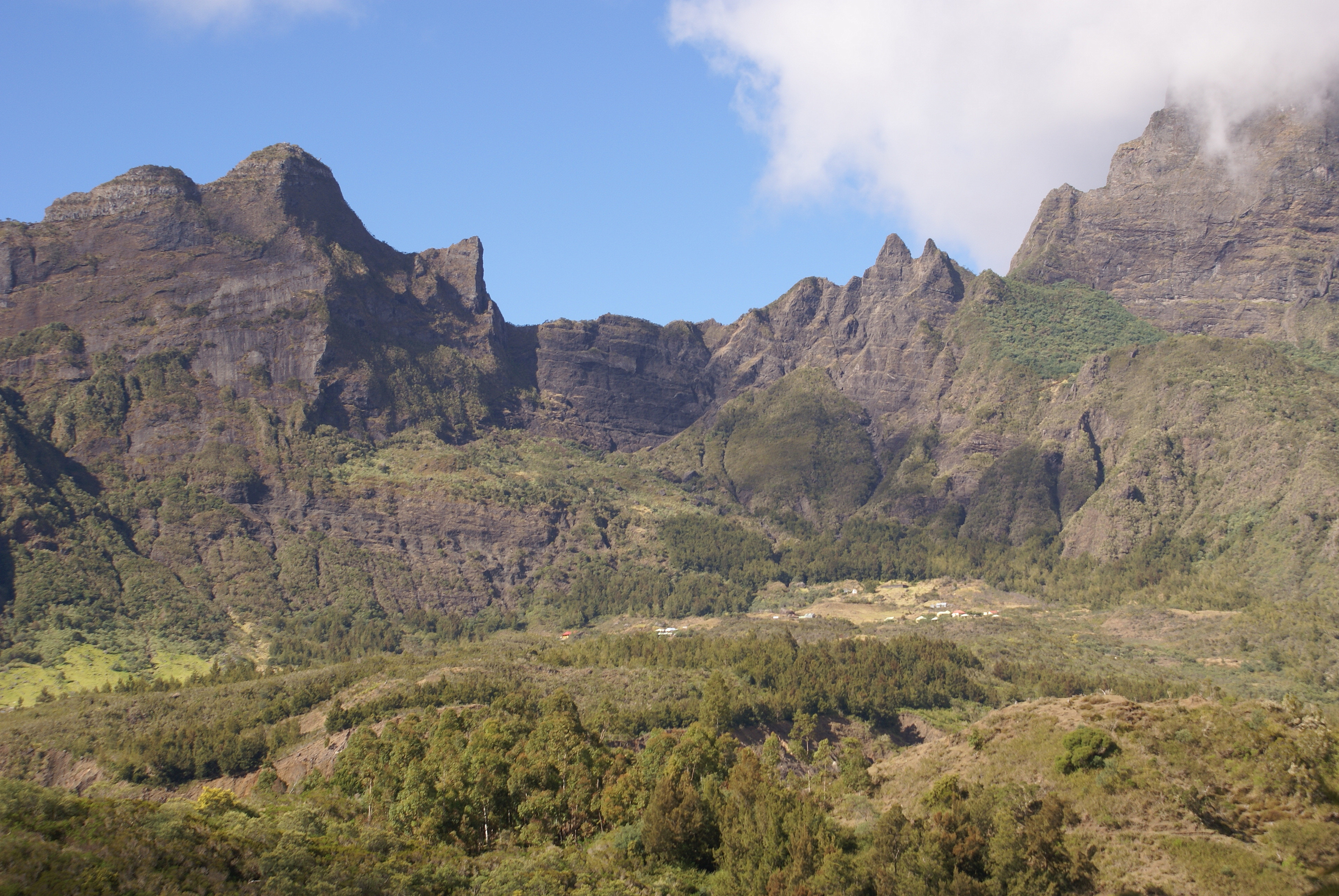
Vulkankessel Cirque de Mafate
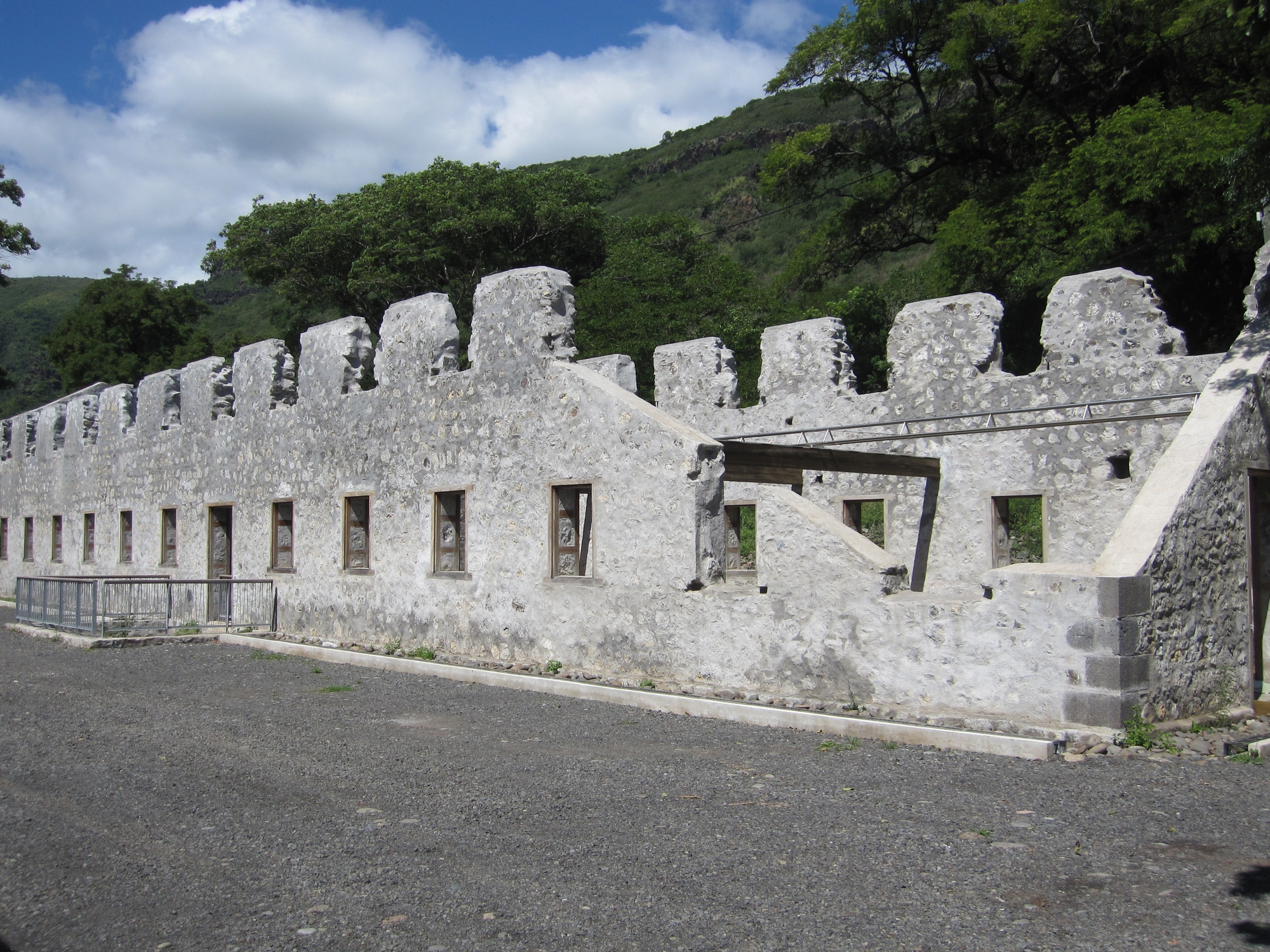
Lazarett in Grande Chaloupe
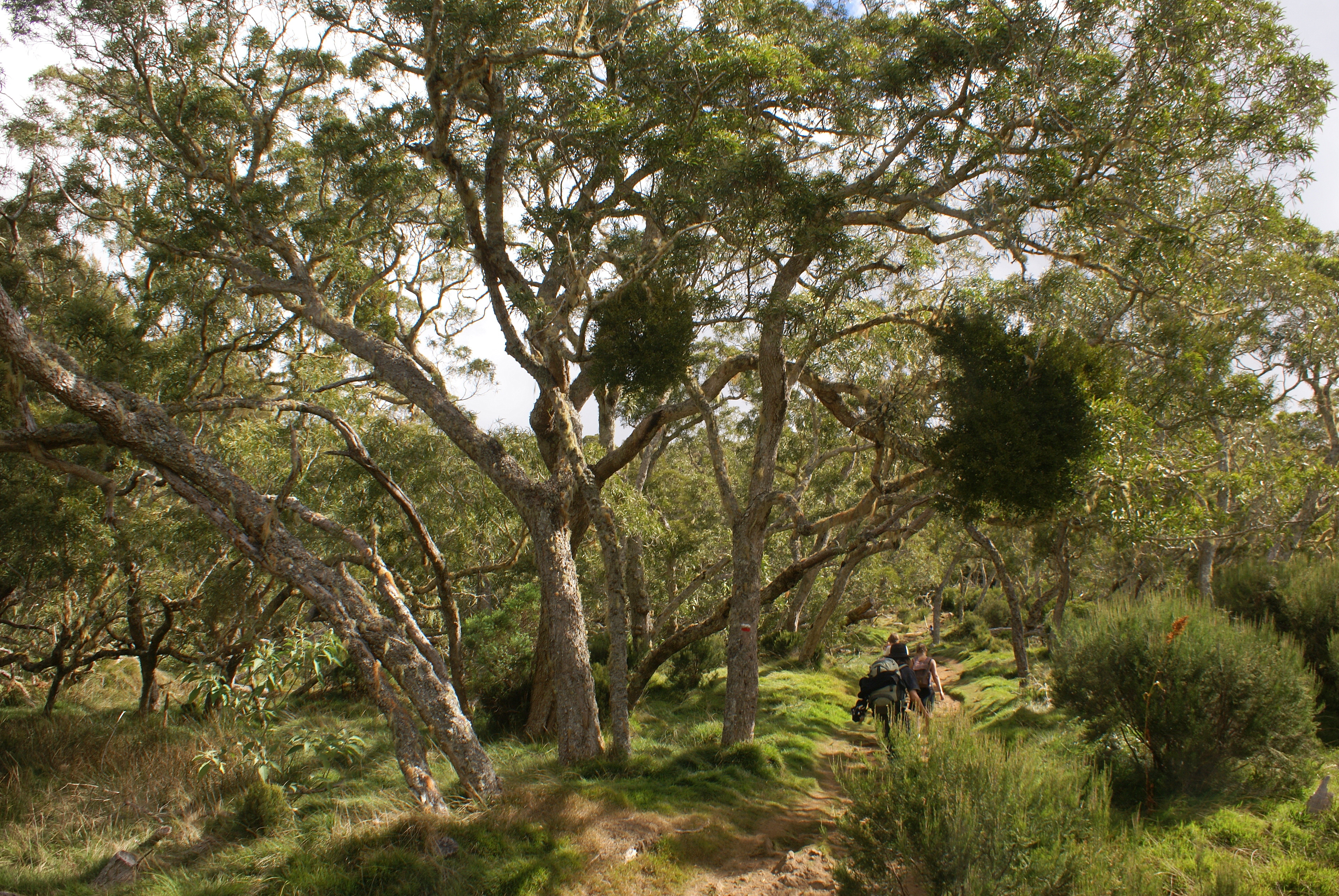
Wandern im Tal von Mafate

## Städtepartnerschaften
- Port Louis – Mauritius
- Villeneuve-d’Ascq – Frankreich
- Antanifotsy – Madagaskar
- Foshan – China
- Barakani – Mayotte